# Impasse Marie-Blanche
Impasse Marie-Blanche je slepá ulice v Paříži. Nachází se ve 18. obvodu.

## Poloha
Ulice vede od křižovatky s Rue Constance a Rue Cauchois.

## Historie
Ulice se nejprve nazývala Impasse Constance, poté Passage Sainte-Marie, následně Impasse Sainte-Marie-Blanche. Aktuální jméno získala vyhláškou z 10. listopadu 1873. Je pojmenována podle křestního jména manželky nebo dcery bývalého majitele ulice.

## Zajímavé objekty
- dům č. 7: Eymonaudův dům